# Francis Greville, I conte di Warwick
Francis Greville, I conte di Warwick (10 ottobre 1719 – Castello di Warwick, 8 luglio 1773), è stato un nobile, militare e politico inglese.

## Biografia
Era il figlio di William Greville, VII barone di Brooke, e di sua moglie Lady Mary Thynne.
Studiò al Winchester College.

## Carriera
Nel 1749 divenne luogotenente di Warwickshire. Ereditò il castello di Warwick e il titolo di barone Brooke alla morte di suo padre nel 1727. Egli è stato creato conte di Brooke, di Warwick, il 7 luglio 1746.

## Matrimonio
Sposò, il 15 maggio 1742, Lady Elizabeth Hamilton, figlia di Lord Archibald Hamilton. Ebbero otto figli:
- Lady Louisa Augusta Greville (1743-?), sposò William Churchill;
- Lady Elizabeth Francis Greville (11 maggio 1744-6 aprile 1825), sposò Sir Henry Harpur, VI Baronetto;
- Lady Charlotte Mary Greville (1745-31 maggio 1763), sposò John Stewart, VII conte di Galloway, ebbero due figli;
- George Greville, II conte di Warwick (1746-1816);
- Lady Isabella Greville, morta giovane;
- Lord Charles Francis Greville (1749-1809);
- Lord Robert Fulke Greville (1751-1824), sposò Louisa Cathcart, contessa di Mansfield, ebbero tre figli;
- Lady Anne Greville (1760-1783).

## Morte
Morì nel 1773 al castello di Warwick.

## Ascendenza
|                                      |                                    |                                     | Genitori                               |  |  | Nonni |  |  | Bisnonni                        |  |  | Trisnonni                         |  |
|                                      |                                    |                                     |                                        |  |  |       |  |  | Fulke Greville, V barone Brooke |  |  | Robert Greville, II barone Brooke |  |
|                                      |                                    |                                     |                                        |  |  |       |  |  | Fulke Greville, V barone Brooke |  |  | Robert Greville, II barone Brooke |  |
|                                      |                                    | Catherine Russell                   |                                        |  |  |       |  |  | Fulke Greville, V barone Brooke |  |  |                                   |  |
| Francis Greville                     |                                    |                                     |                                        |  |  |       |  |  | Fulke Greville, V barone Brooke |  |  |                                   |  |
|                                      |                                    | Sarah Dashwood                      | Francis Dashwood                       |  |  |       |  |  |                                 |  |  |                                   |  |
|                                      |                                    | Sarah Dashwood                      | Francis Dashwood                       |  |  |       |  |  |                                 |  |  |                                   |  |
|                                      |                                    | Sarah Dashwood                      | Alice Sleigh                           |  |  |       |  |  |                                 |  |  |                                   |  |
| William Greville, VII barone Brooke  |                                    | Sarah Dashwood                      |                                        |  |  |       |  |  |                                 |  |  |                                   |  |
|                                      |                                    | John Wilmot, II conte di Rochester  | Henry Wilmot, I conte di Rochester     |  |  |       |  |  |                                 |  |  |                                   |  |
|                                      |                                    | John Wilmot, II conte di Rochester  | Henry Wilmot, I conte di Rochester     |  |  |       |  |  |                                 |  |  |                                   |  |
|                                      |                                    | John Wilmot, II conte di Rochester  | Anne St. John                          |  |  |       |  |  |                                 |  |  |                                   |  |
| Anne Wilmot                          |                                    | John Wilmot, II conte di Rochester  |                                        |  |  |       |  |  |                                 |  |  |                                   |  |
|                                      |                                    | Elizabeth Malet                     | John Malet                             |  |  |       |  |  |                                 |  |  |                                   |  |
|                                      |                                    | Elizabeth Malet                     | John Malet                             |  |  |       |  |  |                                 |  |  |                                   |  |
|                                      |                                    | Elizabeth Malet                     | Unton Hawley                           |  |  |       |  |  |                                 |  |  |                                   |  |
| Francis Greville, I conte di Warwick |                                    | Elizabeth Malet                     |                                        |  |  |       |  |  |                                 |  |  |                                   |  |
|                                      | Thomas Thynne, I visconte Weymouth | Henry Frederick Thynne, I baronetto |                                        |  |  |       |  |  |                                 |  |  |                                   |  |
|                                      | Thomas Thynne, I visconte Weymouth | Henry Frederick Thynne, I baronetto |                                        |  |  |       |  |  |                                 |  |  |                                   |  |
|                                      | Thomas Thynne, I visconte Weymouth | Mary Coventry                       |                                        |  |  |       |  |  |                                 |  |  |                                   |  |
| Henry Thynne                         | Thomas Thynne, I visconte Weymouth |                                     |                                        |  |  |       |  |  |                                 |  |  |                                   |  |
|                                      |                                    | Frances Finch                       | Heneage Finch, III conte di Winchilsea |  |  |       |  |  |                                 |  |  |                                   |  |
|                                      |                                    | Frances Finch                       | Heneage Finch, III conte di Winchilsea |  |  |       |  |  |                                 |  |  |                                   |  |
|                                      |                                    | Frances Finch                       | Mary Seymour                           |  |  |       |  |  |                                 |  |  |                                   |  |
| Mary Thynne                          |                                    | Frances Finch                       |                                        |  |  |       |  |  |                                 |  |  |                                   |  |
|                                      |                                    | George Strode                       | John Strode                            |  |  |       |  |  |                                 |  |  |                                   |  |
|                                      |                                    | George Strode                       | John Strode                            |  |  |       |  |  |                                 |  |  |                                   |  |
|                                      |                                    | George Strode                       | Anne Wyndham                           |  |  |       |  |  |                                 |  |  |                                   |  |
| Grace Strode                         |                                    | George Strode                       |                                        |  |  |       |  |  |                                 |  |  |                                   |  |
|                                      |                                    | Grace FitzJames                     | John Fitzjames                         |  |  |       |  |  |                                 |  |  |                                   |  |
|                                      |                                    | Grace FitzJames                     | John Fitzjames                         |  |  |       |  |  |                                 |  |  |                                   |  |
|                                      |                                    | Grace FitzJames                     | Margaret Stephens                      |  |  |       |  |  |                                 |  |  |                                   |  |
|                                      |                                    | Grace FitzJames                     |                                        |  |  |       |  |  |                                 |  |  |                                   |  |